# Sexy Boy
Sexy Boy is een nummer van het Franse muziekduo Air uit 1998. Het is de eerste single van hun debuutalbum Moon Safari.
"Sexy Boy" zorgde er mede voor dat de Franse elektronische muziek ook ontdekt werd op de Britse en Amerikaanse markt. Het gedeeltelijk Engels- en gedeeltelijk Franstalige nummer bereikte een bescheiden 65e positie in Frankrijk. In Nederland bereikte het nummer geen hitlijsten, maar werd het wel een radiohit. In Vlaanderen bereikte het nummer de 11e positie in de Tipparade.

## Videoclip
De videoclip werd geregisseerd door Mike Mills en werd opgenomen in New York. In de clip worden gefilmde scènes gecombineerd met gestileerde getekende collages. In de clip zijn de twee bandleden te zien. De gefilmde delen zijn in zwart-wit en tonen de werkelijkheid terwijl de getekende delen hun fantasie verwoord.
De bandleden lopen door de stad en zien een speelgoedaapje met een T-shirt met de opdruk ‘'SEXY BOY'’. Ze lopen met het aapje door de stad en fantaseren dat het aapje door iedereen bewonderd wordt. Ze zien in hem een teken en de aap wordt een reus. Opeens stijgt de aap op en zweeft door het universum. De bandleden gaan hem achterna in een tot ruimteveer omgebouwde Volkswagen Transporter T1. Ze weten het aapje terug naar de Aarde te lokken met een grote banaan waar deze weer bewonderd wordt. De bandleden maken plannen om het aapje mee te nemen naar de Verenigde Naties. Terwijl deze fantasie zich ontrolt zijn er tussendoor beelden te zien waarin verbaasde voorbijgangers de twee volwassen mannen met het speelgoedaapje zien spelen. Aan het eind keren de twee terug in de realiteit. Ze zien een verkoper met meerdere van dezelfde aapjes en beseffen dat hun knuffeldier helemaal niet bijzonder is.

## Covers
Van het nummer zijn meerdere covers gemaakt:
- In 1999 door Jared Louche op zijn album Covergirl, samen met The Aliens.
- In 2005 door Franz Ferdinand.
- In 2007 door Nena op het album Cover Me.
- In 2014 door Plastiscines op het album Back to the Start.

## Gebruik
Sexy Boy wordt gedraaid in de film 10 Things I Hate About You uit 1999. In 2010 kwam een bijzondere versie uit met orkest en koor, gemaakt door The Fallen Angels. Deze werd gebruikt in een Britse reclame van Lynx en Amerikaanse en Europese campagnes voor Axe.